# Charnière (bivalve)
Pour les articles homonymes, voir charnière.

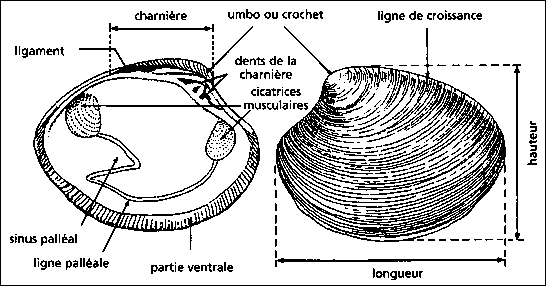
Charnière de bivalve.

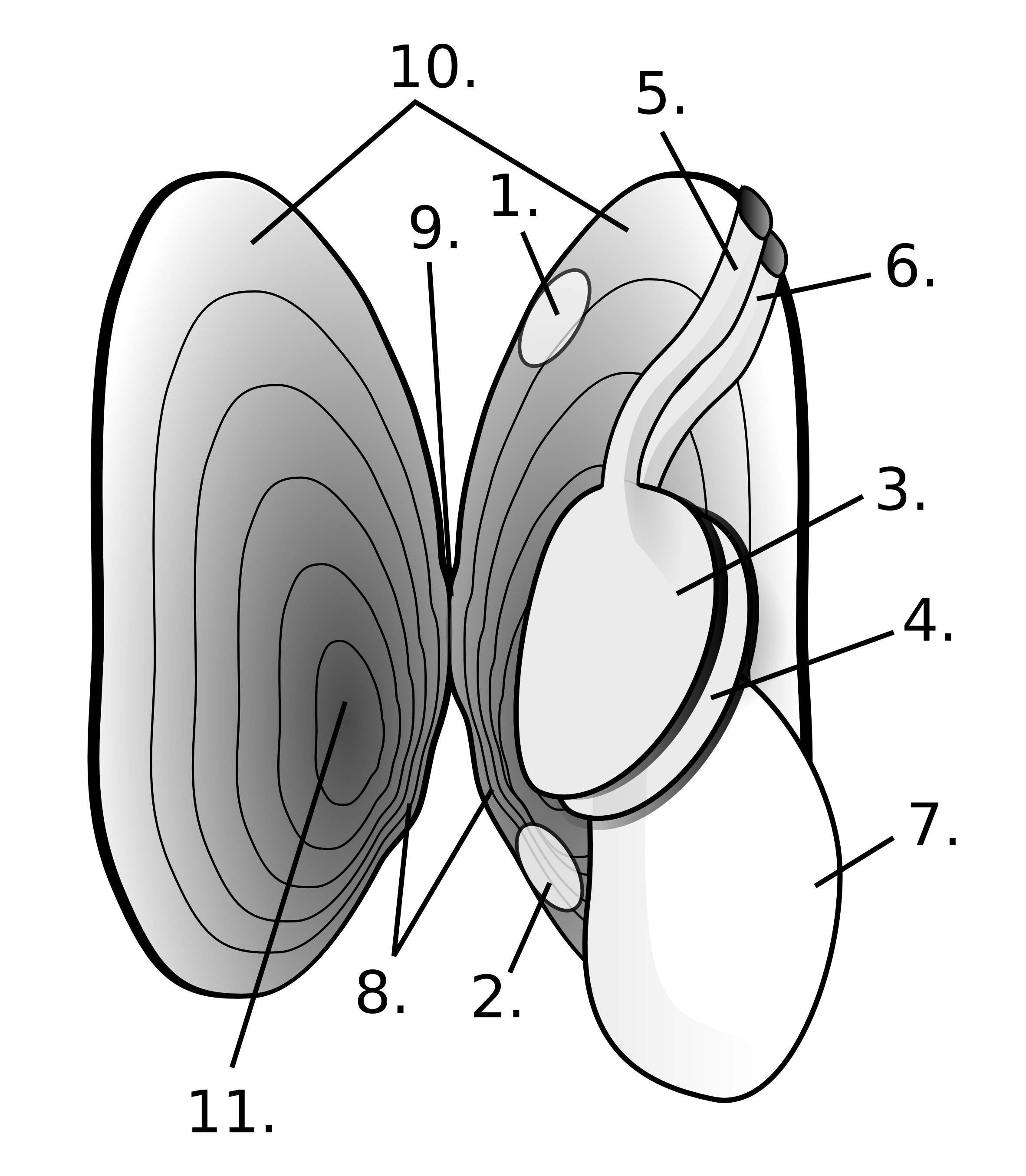
Schéma représentant l'anatomie d'une moule perlière d'eau douce (Margaritifera margaritifera) : 1. adducteur postérieur, 2. adducteur antérieur, 3-4. branchies, 5. siphon exhalant, 6. siphon inhalant, 7. pied, 8. dent, 9. charnière, 10. manteau, 11. umbo.

La charnière est une zone dorsale de la coquille des Bivalves et des Brachiopodes, au bord épaissi, munie d'un système de « dents » (appelées dents articulaires, elles ne sont pas de véritables dents mais de simples saillies de la charnière) et de fossettes destinées à l'articulation des valves.
Les deux valves sont maintenues ensemble par le biais de cette charnière et d'un ligament souple et élastique qui tend à les écarter pour ouvrir la coquille. Il agit dans ce sens de manière antagoniste aux muscles adducteurs fixés à la surface interne des deux valves qui ferment activement la coquille. Cette disposition permet à la coquille de s'ouvrir et se fermer sans que les deux moitiés ne se désarticulent. 
Près de la charnière de la coquille, on trouve l'umbo, une protubérance noueuse et arrondie. Sous le crochet de certains bivalves, chaque valve présente une aire plus ou moins développée, d'allure triangulaire allongée, nommée le plateau cardinal, qui porte le ligament, et les éléments de la charnière proprement dite. La coquille présente généralement une symétrie bilatérale, la charnière se trouvant dans le plan sagittal. 
Chez les bivalves, les lobes du manteau sécrètent les valves, et sa crête sécrète l'ensemble de la charnière.

## Diagnose
Dans les premières classifications, les scientifiques utilisaient un seul critère de diagnose pour classer les bivalves, notamment le type de charnière constitué d'un système de dents et de fossettes destiné à l'articulation des valves. Ces types ne sont plus considérés actuellement comme phylogénétiquement cohérents mais restent utilisés pour décrire les coquilles.
Les dents, dont le rôle est d'empêcher les valves de se décaler latéralement l'une par rapport à l'autre, peuvent en effet avoir différentes dispositions. Elles font face à des fossettes au niveau de la valve opposée, dans lesquelles elles s'insèrent. On peut trouver deux types de dents : les dents cardinales courtes et perpendiculaires au bord cardinal, placées le plus près du crochet ; les dents latérales longues, obliques ou parallèles au bord cardinal, situées en avant des dents cardinales, plus éloignées du crochet. Le nombre et l'agencement des dents est une clé importante dans l'identification des bivalves.

### Charnière taxodonte
Les deux valves ont une charnière semblable avec des dents isomorphes nombreuses, petites et régulières, parallèlement disposées dans un plateau cardinal bien développé. 
La charnière taxodonte peut être de type cnétodonte (dents convergentes vers le centre de la coquille) ou actinodonte (dents divergentes à partir du crochet).

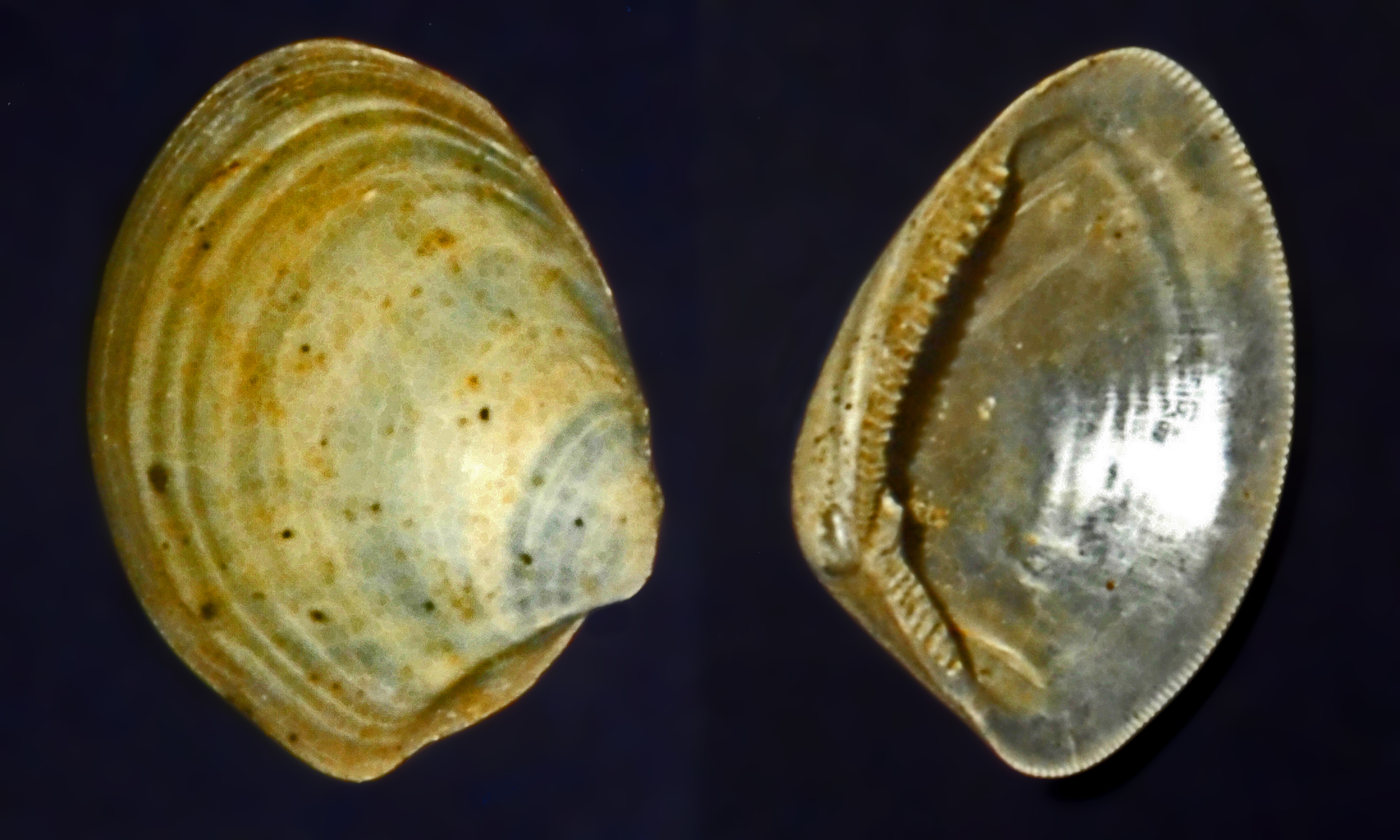
Charnière cnétodonte de Nucula
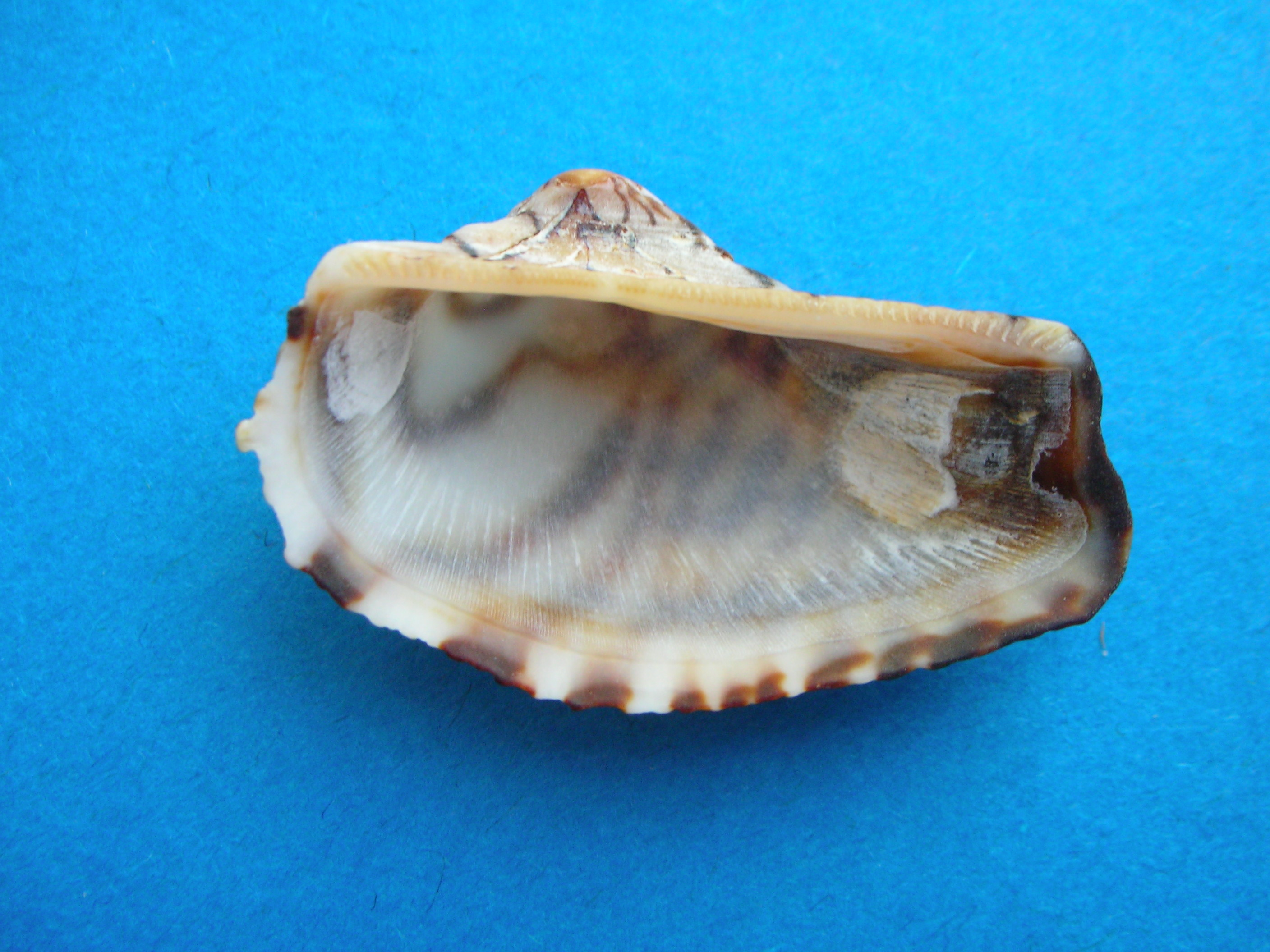
Charnière pseudocnétodonte (dents presque parallèles) de Arca noae

### Charnière dysodonte
La charnière courbe ou rectiligne est réduite à quelques dents symétriques (isolées ou parfois régressées comme chez les huîtres) ou à des lamelles surtout développées en arrière du ligament puissant, lequel tend en ce cas à s'allonger dans une large fossette triangulaire. Ce type de charnière correspond à des coquilles anisomyaires ou monomyaires.

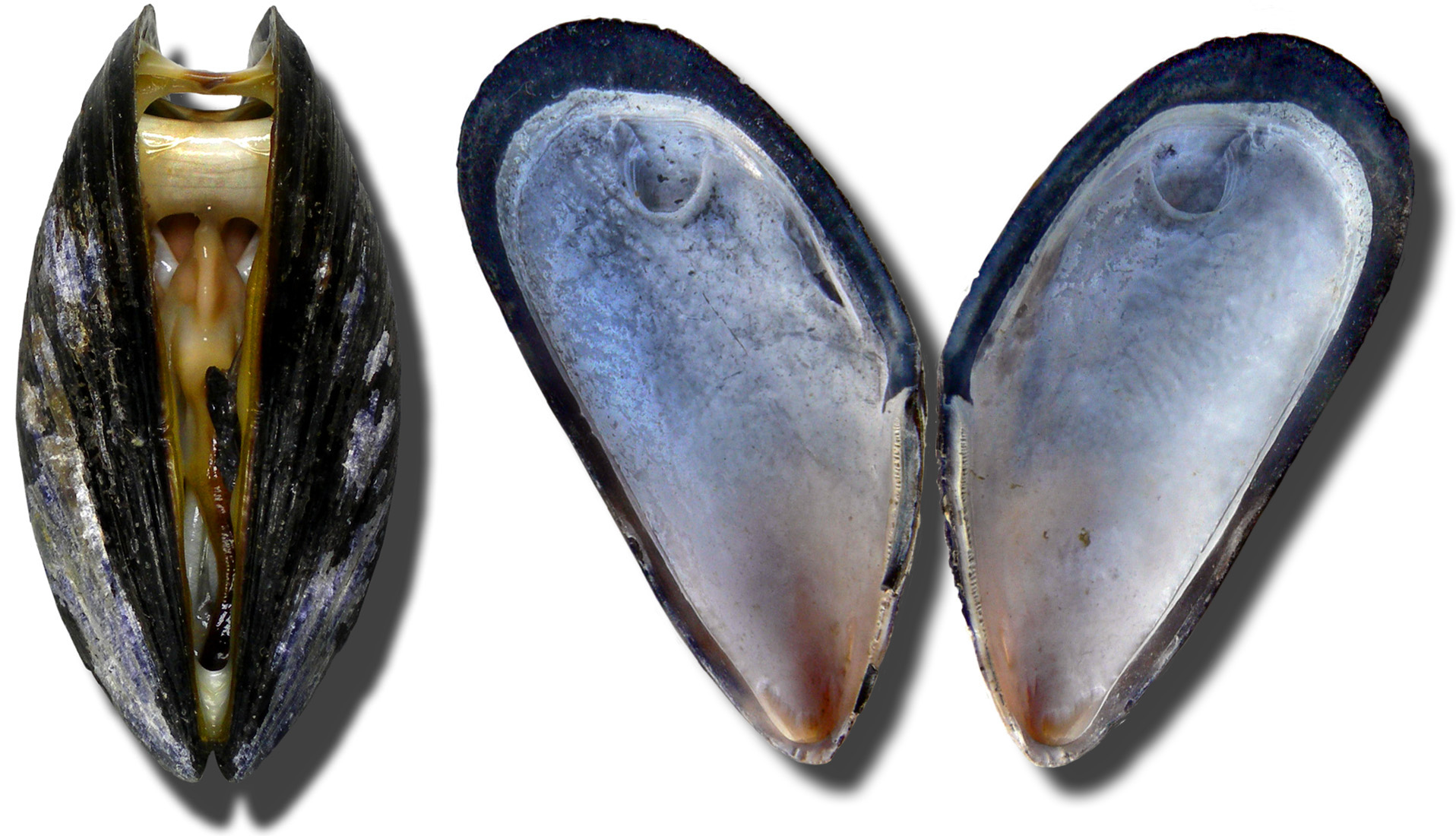
Charnière dysodonte à ligament externe de la moule commune (Mytilus edulis).
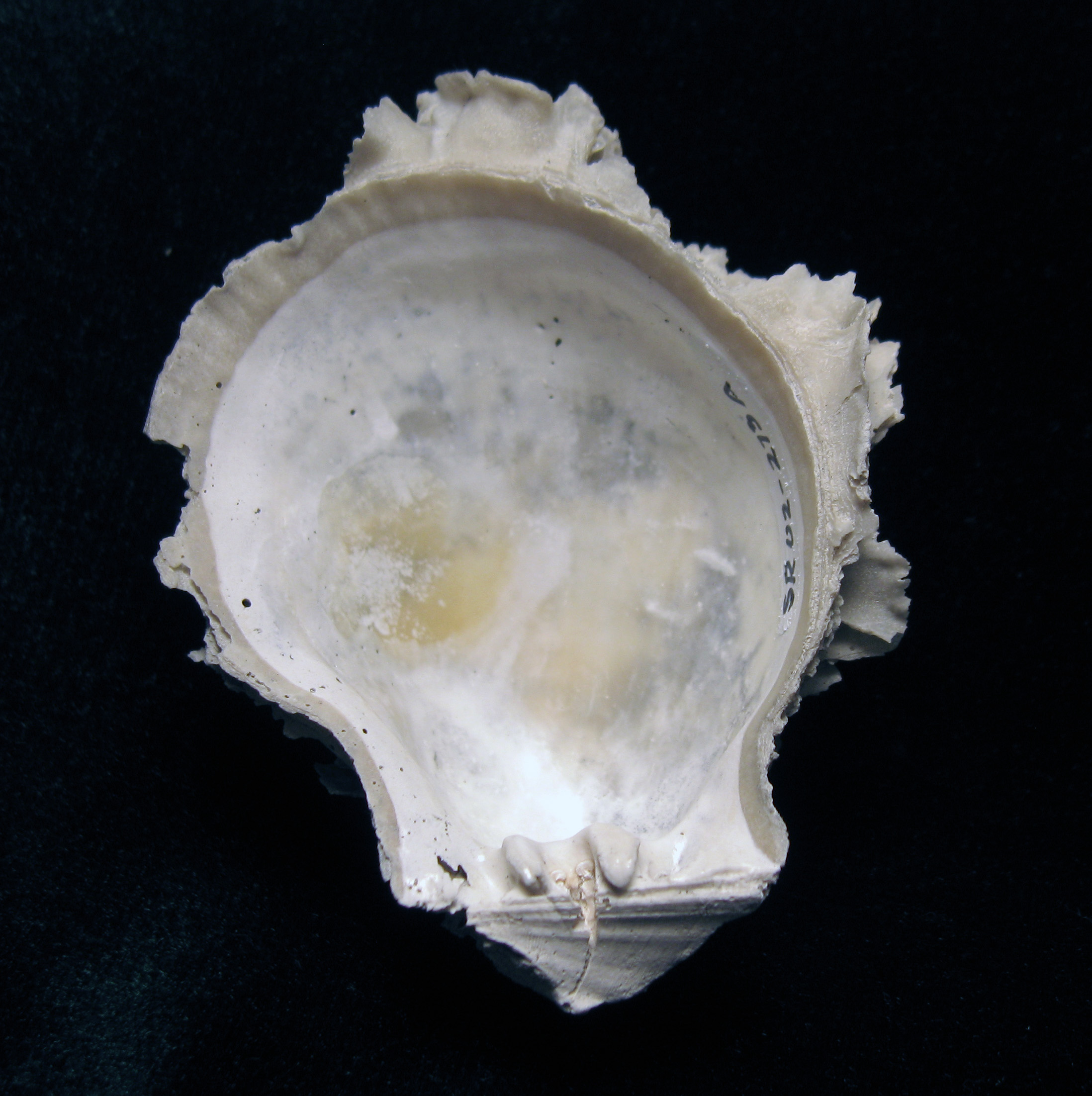
Charnière pseudocnétodonte isodonte[6] de Spondylus rotundatus

### Charnière hétérodonte
Cette charnière a des dents non isomorphes : 2 ou 3 dents cardinales, plus développées, et des dents latérales, antérieures et postérieures, peu nombreuses (7 au maximum sur chaque valve) et dissemblables. Elle peut être de trois types : schizodonte aux dents cardinales fortes et crénelées ; desmodonte avec la présence sur la charnière de cuillerons portant le ligament ; pachyodonte avec très peu de dents, épaisses et très déformées. C'est le groupe le plus important des Bivalva.

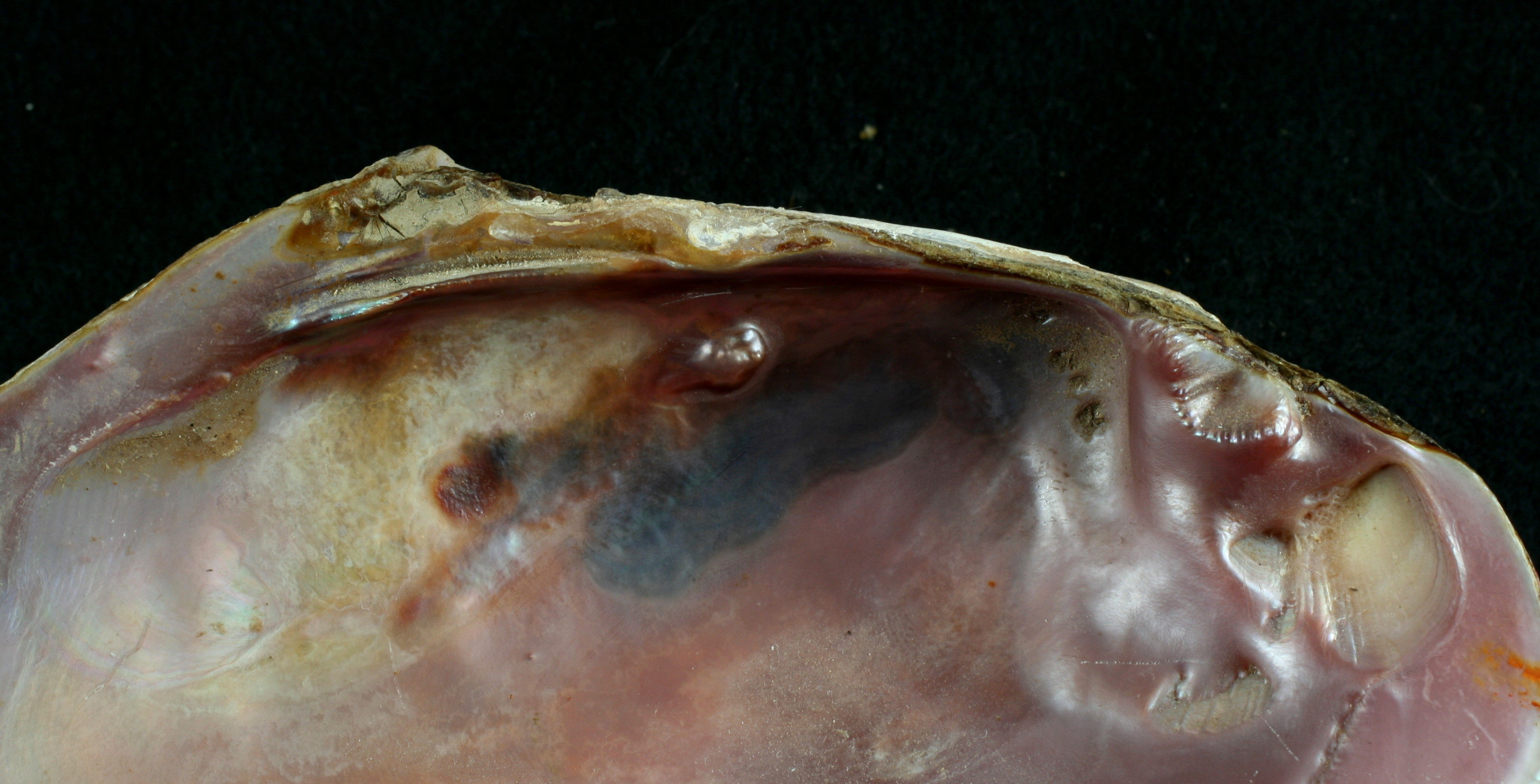
Charnière schizodonte des Unionidae
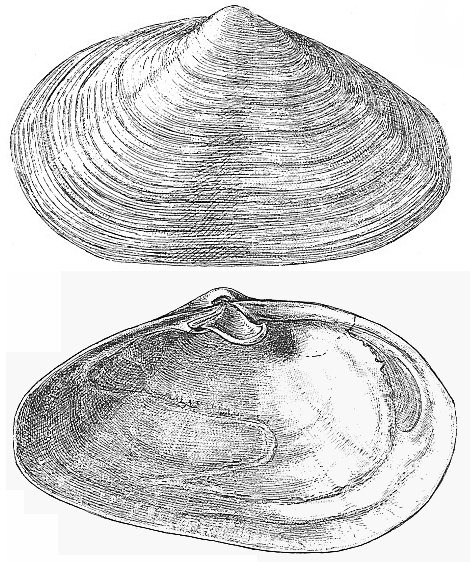
Charnière desmodonte de Mya arenaria
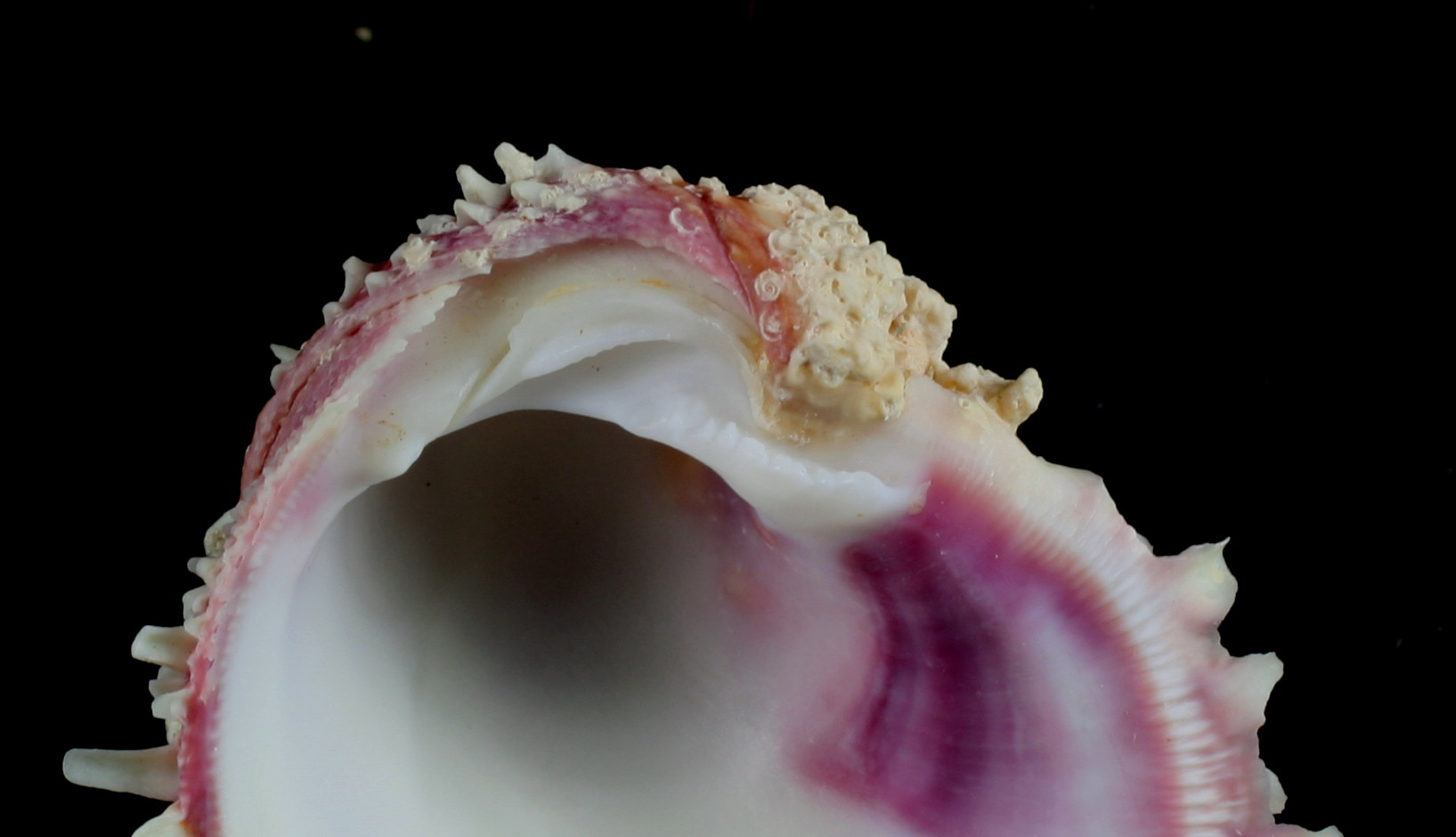
Charnière pachyodonte des Chamidae

### Charnière anodonte
Cette charnière a un ligament puissant mais pas de dents.

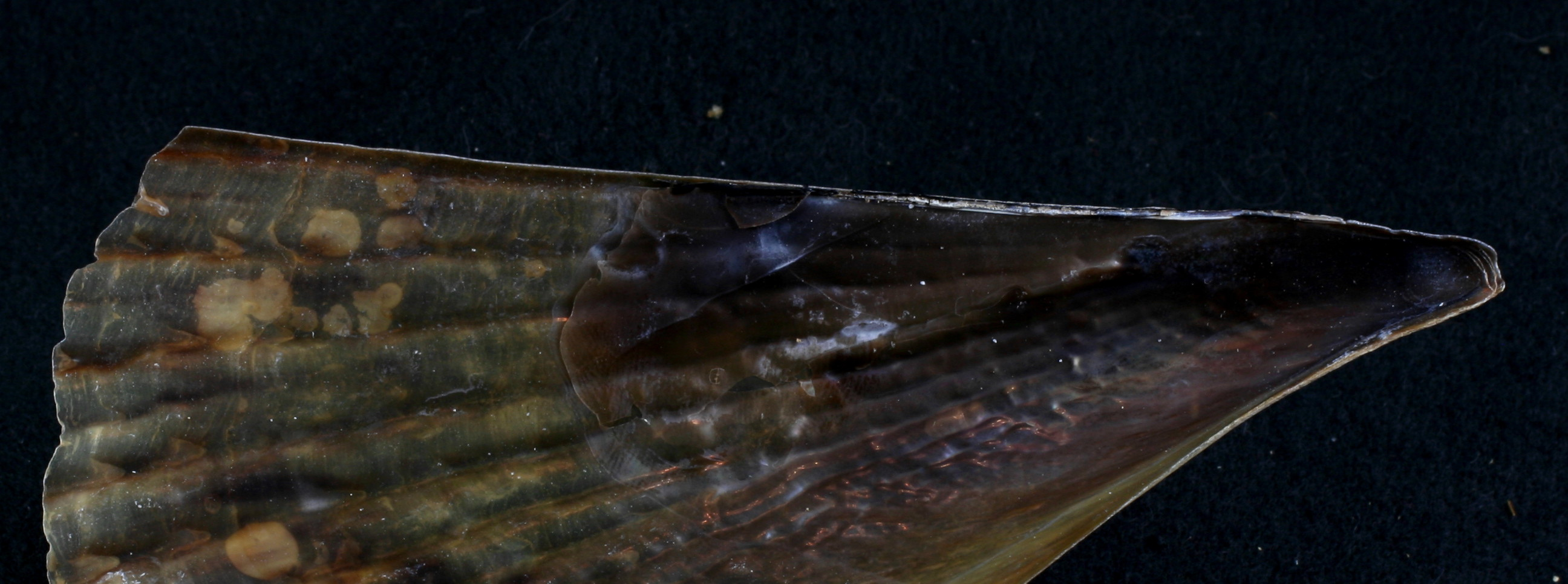
Charnière anodonte des Pinnidae
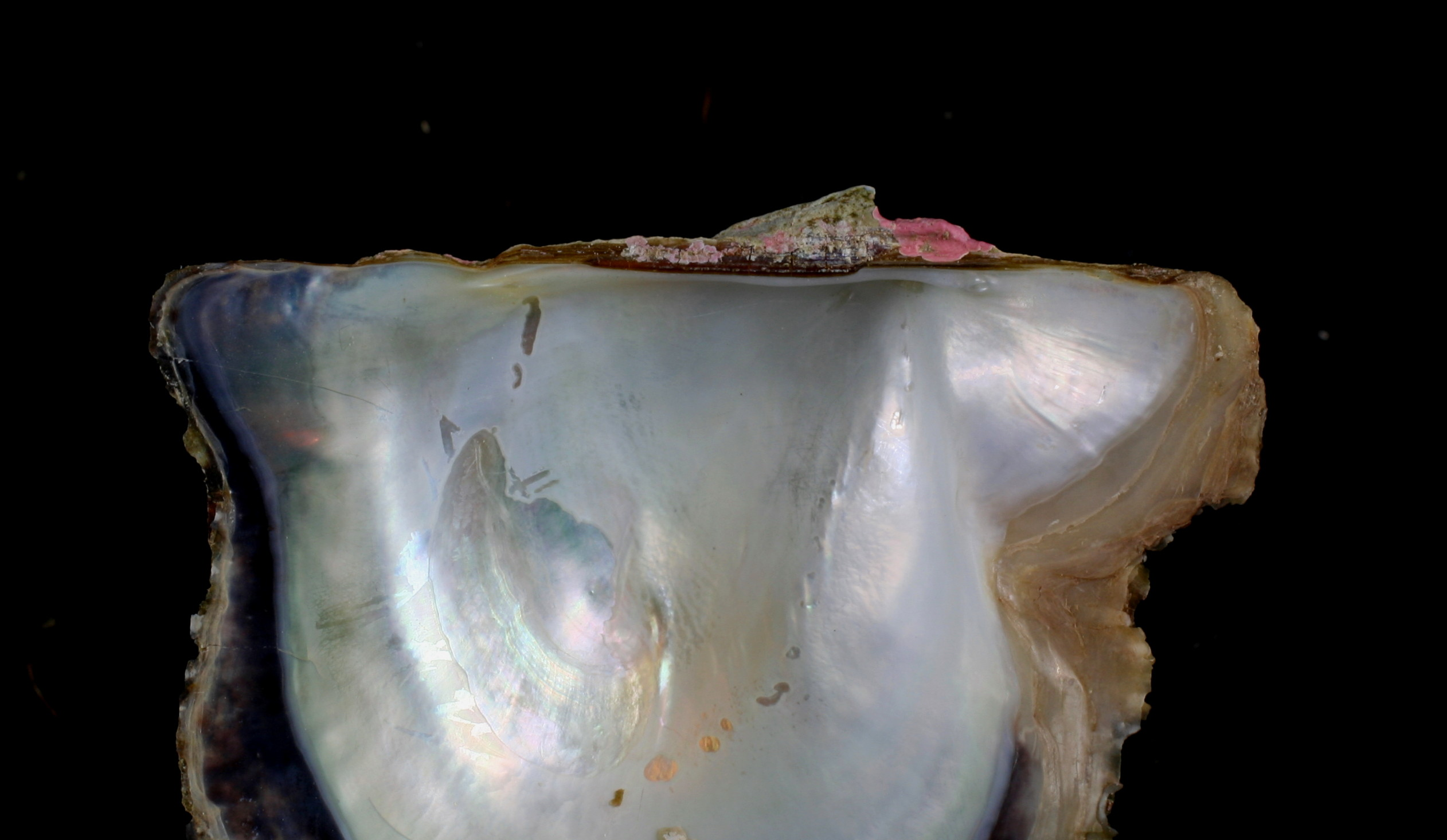
Charnière anodonte des Pteriidae
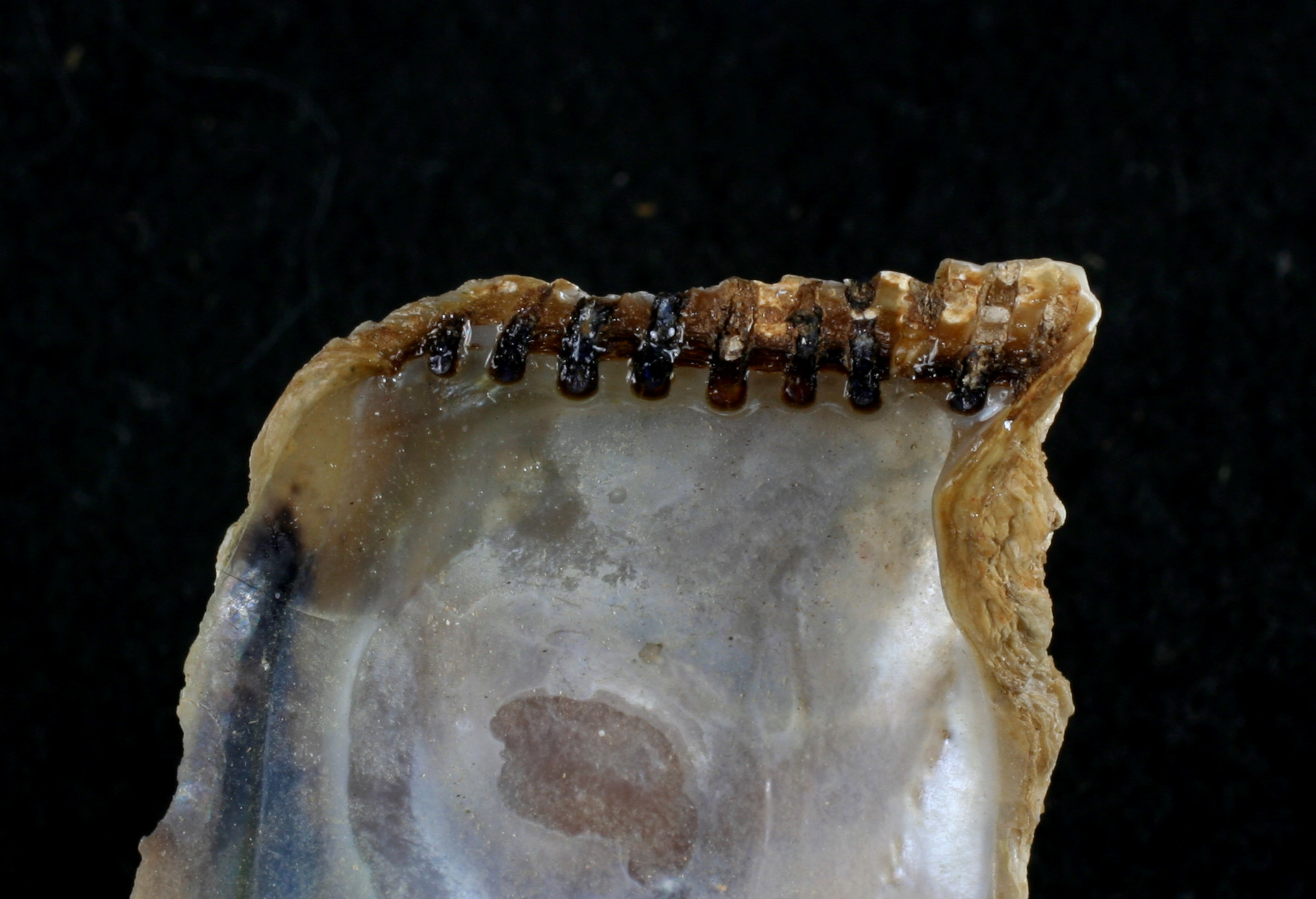
Charnière anodonte des Isognomonidae

## Anciennes taxonomies

### Taxonomie de R.C. Moore
R.C. Moore, dans le Invertebrate Fossils de Moore, Lalicker et Fischer paru en 1952, fournit une classification pratique des pélécypodes (Bivalvia) basée sur la structure de la coquille, le type de branchies et la configuration des dents de la charnière. Les sous-classes et ordres définis par cette classification sont les suivants :
- Sous-classe des Prionodesmacea
  - Ordre des Paleoconcha
  - Ordre des Taxodonta : Plusieurs dents (comme les Nuculida)
  - Ordre des Schizodonta : Grande dent qui bifurque (comme les Trigonia)
  - Ordre des Isodonta : Dents égales (comme les Spondylus)
  - Ordre des Dysodonta : Pas de dent, les ligaments tenant les valves.
- Sous-classe des Teleodesmacea
  - Ordre des Heterodonta : Dents différentes (comme la famille des Cardiidae).
  - Ordre des Pachydonta : Grandes dents différentes déformées (comme les rudistes).
  - Ordre des Desmodonta : Pas de dent au niveau de la charnière, tenue par les ligaments (comme la famille des Anatinidae).

Les Prionodesmacea ont une coquille à la structure prismatique et nacrée, des lobes du manteau séparés, des siphons peu développés, une charnière sans dent ou simplifiée. Les branchies vont de protobranches à eulamellibranches. De l'autre côté, les Teleodesmacea ont une coquille en partie nacrée, des lobes du manteau reliés, des siphons bien développés et des dents de la charnière spécialisées. Chez la plupart les branchies sont eulamellibranches.

### Taxonomie de 1935
Dans son ouvrage de 1935 Handbuch der systematischen Weichtierkunde (Manuel de systématique en malacologie), Johannes Thiele introduit une taxonomie des mollusques basée sur les travaux de Cossmann et Peyrot en 1909. La classification de Thiele divise les bivalves en trois ordres. Taxodonta regroupe les espèces ayant une dentition taxodonte, avec une série de petites dents perpendiculaires à la charnière. Anisomyaria comprend les espèces qui ont un muscle adducteur unique, ou bien plus développé que le second. Eulamellibranchiata regroupe les espèces équipées de cténidies. Ce dernier ordre peut être divisé en quatre sous-ordres : Schizodonta, Heterodonta, Adapedonta et Anomalodesmata.

### Taxonomie de Newell
La classification suivante s'appuie sur les travaux menés par Newell en 1965, à partir de l'observation de la charnière des animaux:
| Sous-classe       | Ordre |
| ----------------- | --- |
| Palaeotaxodonta   | Nuculoida                                                                                                |
| Cryptodonta       | † Praecardioida Solemyoida                                                                               |
| Pteriomorphia     | Arcoida † Cyrtodontoida Limoida Mytiloida (vraies moules) Ostreoida (huîtres) † Praecardioida Pterioida  |
| Palaeoheterodonta | Trigonioida (Neotrigonia est le seul genre encore existant) Unionoida (moules d'eau douce) † Modiomorpha |
| Heterodonta       | † Cycloconchidae † Hippuritoida † Lyrodesmatidae Myoida † Redoniidae Veneroida                           |
| Anomalodesmata    | Pholadomyoida                                                                                            |

La monophylie de la sous-classe des Anomalodesmata est sujette à débat. Actuellement on considère le plus souvent qu'elle est incluse dans la sous-classe des Heterodonta.